# Barón de Münchhausen
Karl Friedrich Hieronymus, barón de Münchhausen (Bodenwerder, 11 de mayo de 1720-ibíd., 22 de febrero de 1797), fue un barón alemán que en su juventud fue paje de Antonio Ulrico II, duque de Brunswick-Luneburgo, y más tarde se alistó en el Ejército ruso. Sirvió en él hasta 1750 y participó en dos campañas militares contra los turcos. Al volver a casa probablemente narró varias historias increíbles sobre sus aventuras.
A partir de estas asombrosas y ficticias hazañas —que incluían cabalgar sobre una bala de cañón, viajar a la Luna y salir de una ciénaga al tirarse de su propia coleta— Rudolf Erich Raspe, bibliotecario, científico y escritor alemán, creó un personaje literario entre extraordinario y antihéroe, cómico y bufón en algunas ocasiones y que inspiraba cierta pena en otras: el barón Munchausen  (ortografía común del nombre del personaje literario en español, por influencia de la transliteración inglesa). Este personaje es un reconocido mito de la literatura infantil, heredero entre muchos de Don Quijote de la Mancha y de Los viajes de Gulliver, con un mensaje filosófico radicalmente opuesto al racionalismo imperante en la época. No queda claro qué porcentaje del material de Raspe proviene directamente de su relación con el barón de la vida real. Probablemente lo conoció en la Universidad de Gotinga, donde estudiaba derecho y jurisprudencia, pero la mayor parte de las historias son de fuentes más antiguas.

## Vida
Hijo de Georg Otto von Münchhausen (1682-1724) y de Sibylle Wilhelmine von Reden (1689-1741), Münchhausen sirvió como paje bajo las órdenes de Antonio Ulrico II, duque de Brunswick-Luneburgo, con quien se trasladó a Rusia. Allí fue nombrado corneta de la caballería rusa cuando el duque se convirtió en generalísimo en 1739, y en 1740 sería ascendido a teniente. Destinado en Riga, participaría en dos campañas contra el Imperio otomano en 1740 y 1741. Cuando Antonio Ulrico fue encarcelado en 1741, Münchhausen permaneció al servicio del Ejército ruso y fue nombrado capitán de caballería en 1750.
En 1744 contrajo matrimonio con Jacobine von Dunten en Perniel, cerca de Duntes Muiža, en Livonia. Después de retirarse vivió con su esposa en Bodenwerder hasta la muerte de esta en 1790. Allí adquirió una curiosa reputación por las exageradas historias que contaba sobre las aventuras que había vivido en sus campañas militares, pero fue considerado al mismo tiempo un honesto hombre de negocios. Münchhausen volvió a casarse en 1794, matrimonio que terminó en un ruinoso y discutido divorcio. Murió sin descendencia en 1797.

## Aventuras del barón de Münchhausen
El personaje literario creado por Raspe y basado en el auténtico barón de Münchhausen se caracteriza por las hazañas extraordinarias y extravagantes de que fue protagonista, como montarse en balas de cañón, viajar a la Luna (donde los selenitas pueden separarse de su cabeza) o al Infierno con Vulcano, bailar en el estómago de una ballena, matar a un oso y cubrirse con su piel para pasar desapercibido entre otros osos, cabalgar sobre un caballo cortado por la mitad (cuando bebía agua, esta le salía por la parte de atrás al mismo tiempo), sacarse a sí mismo de una ciénaga tirando de su coleta, llegar a un pueblo completamente enterrado por la nieve —de tal manera que al día siguiente, cuando la nieve se despeja y el pueblo aparece a los ojos de todos, se da cuenta de que su caballo cuelga de la aguja más alta del campanario, a donde lo habría atado— o conseguir encender la mecha de un fusil gracias a su nariz (esto le permitió, entre otras cosas, viajar agarrado a una cuerda que se encontraba conectada a una bandada de patos, los cuales le llevaron en un gran trecho de su extraordinario periplo).
Quizás las aventuras más famosas del barón se refieran al reclutamiento de su peculiar ejército: un hombre de extraordinario oído (Gustavus), un forzudo (Albrecht), una persona que corría tan rápido que necesitaba grilletes para caminar con normalidad (Berthold) y un individuo de aguda vista (Adolphus). Ellos son los protagonistas de la acaso más curiosa aventura del barón, que tuvo lugar tras su entrevista con el sultán, justo después de una batalla que los turcos ganaron gracias a Münchhausen (y a su habilidad para cabalgar sobre una bala de cañón, de ida y de vuelta).
El sultán ofreció al barón un exquisito vino de Tokaji, que el barón supo apreciar, aunque declaró que allá en las bodegas del emperador de Viena existía un Tokaji de una calidad aún superior. El sultán no se tomó a bien esta afirmación y obligó al barón a realizar una apuesta: debería traer dicho vino en una sola hora al palacio del sultán. Si este era en realidad mejor que el del turco, podría llevarse de su palacio todas las riquezas que pudiera; pero si era de calidad inferior, le cortaría la cabeza. El barón manda entonces a Berthold en busca del vino; sin embargo, ante su tardanza, Gustavus detecta por su oído que este se ha quedado dormido bajo un manzano a unas cuantas leguas de allí. Para solucionarlo, Adolphus dispara al árbol para hacer caer una manzana que despierte a Berthold, quien llegará finalmente al palacio justo antes de que el barón pierda su apreciada cabeza.
El sultán tiene que reconocer que el vino del barón es claramente mejor, así que el barón se lleva todas las riquezas del sultán que puede. Contando con un forzudo como Albrecht, esto supone la totalidad de ellas, lo que acarrea una persecución implacable por parte del sultán, que no desea permitir que salgan vivos de esta. Sin embargo, el ingenio y las extraordinarias habilidades de Münchhausen y sus hombres se imponen, y acaba por salir victorioso una vez más.

## Psicología
El barón de Münchhausen presta su nombre al síndrome de Munchausen, una alteración psicológica en que el paciente finge los síntomas de diversas enfermedades (o incluso se las provoca ingiriendo medicamentos o autolesionándose) para recibir así la atención y simpatía de los demás, así como a una variante denominada síndrome de Munchausen por poder, en que el paciente es alguien (normalmente un menor) al cuidado de la persona que sufre el anterior desorden. En este último caso el paciente puede sufrir abusos a manos del enfermo de síndrome de Munchausen, de forma que necesite atención médica, recibiendo el enfermo la simpatía de los demás.

## Legado
Hay un club de Nietos de Münchhausen (Внучата Мюнхаузена) en Kaliningrado (antigua Königsberg). Con la ayuda de la ciudad hermana de Bodenwerder (Alemania), lugar de nacimiento del barón, el club ha acumulado cierto número de «pruebas históricas» de la presencia del barón en Königsberg: un antiguo tálero de plata «devuelto» a Kaliningrado por el alcalde de Bodenwerder como deuda por una jarra de cerveza bebida por Münchhausen, la Orden de Santa Ana concedida por Pablo I de Rusia al barón por su «intachable servicio» y el esqueleto de una ballena en cuya tripa el barón, supuestamente, estuvo atrapado una temporada.
El 18 de junio de 2005 se celebró la gran inauguración de un monumento dedicado al barón, que fue regalado a Kaliningrado por Bodenwerder, y que representa a Münchhausen montando sobre una bala de cañón. También hay un monumento dedicado a él en su ciudad de nacimiento.
También existe una ruta turística alrededor de Alemania, Lituania, Letonia y Kaliningrado donde pueden visitarse los lugares en que transcurrieron las aventuras del barón.

## Adaptaciones

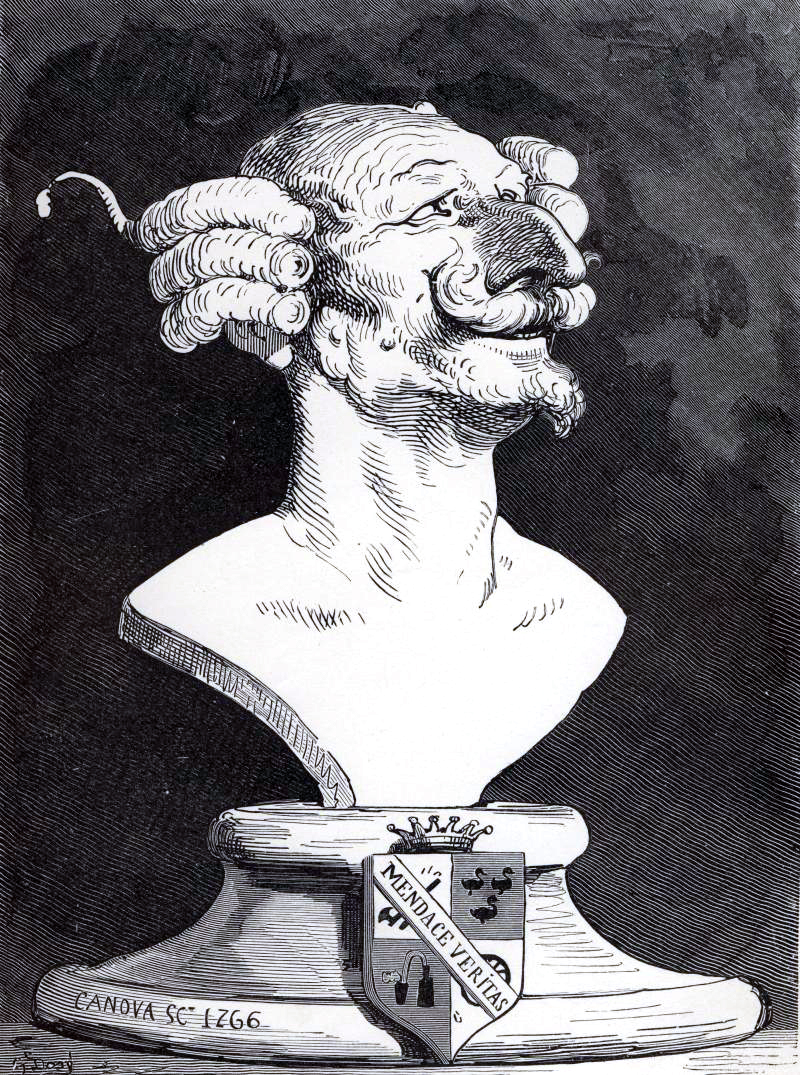
Caricatura de Münchhausen por Gustave Doré

Las historias sobre Münchhausen fueron recopiladas y publicadas por primera vez por un autor anónimo en 1781. Una versión inglesa salió a luz en Londres en 1785 por Rudolf Erich Raspe bajo el título Narración del Barón Münchhausen de sus maravillosos viajes y campañas en Rusia (Baron Münchhausen's Narrative of his Marvellous Travels and Campaigns in Russia), también llamada Las sorprendentes aventuras del Barón Münchhausen (The Surprising Adventures of Baron Münchhausen). Estos libros dañaron la reputación del auténtico barón, quien por otra parte no era mucho más exagerado que otros militares de carrera, y al que le afectó profundamente su inesperada fama como mentiroso oficial.
En 1786 Gottfried August Bürger tradujo las historias de Raspe de vuelta al alemán y las amplió con nuevas aportaciones del folclore popular. Las publicó bajo el título Viajes maravillosos por agua y por tierra: Campañas y aventuras cómicas del barón de Münchhausen (Wunderbare Reisen zu Wasser und zu Lande: Feldzüge und lustige Abenteuer des Freiherrn von Münchhausen). Esta versión, de un tono profundamente satírico, es la más conocida por los lectores alemanes en la actualidad.

En el siglo xix la historia sufrió ampliaciones y transformaciones a manos de muchos escritores conocidos y fue traducida a muchos idiomas, contando con unas cien ediciones diferentes. Las aventuras del barón de Münchhausen también se habían publicado en Rusia, donde eran bastante conocidas, especialmente las versiones infantiles.

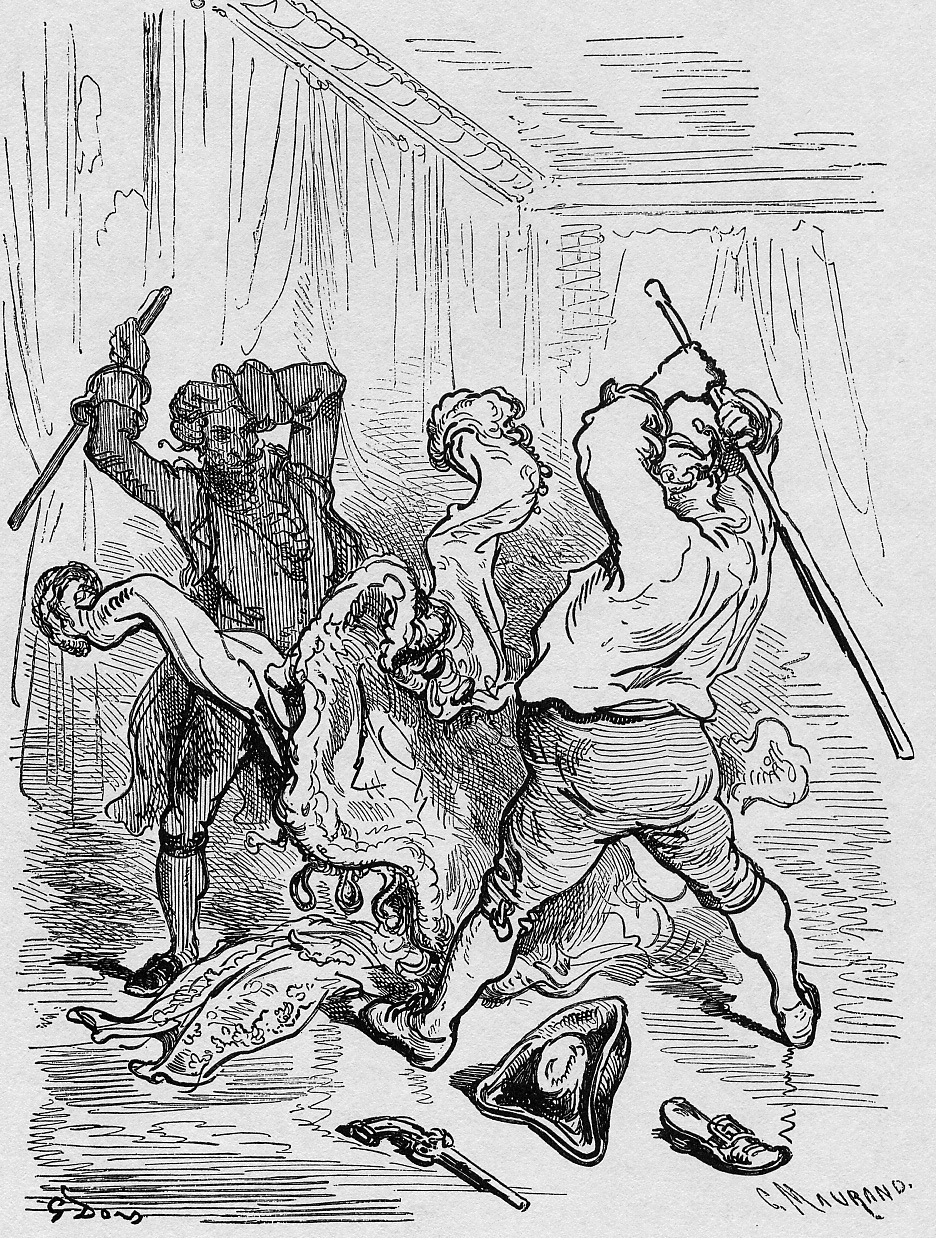
Novena ilustración de Doré

### Representaciones en las artes plásticas

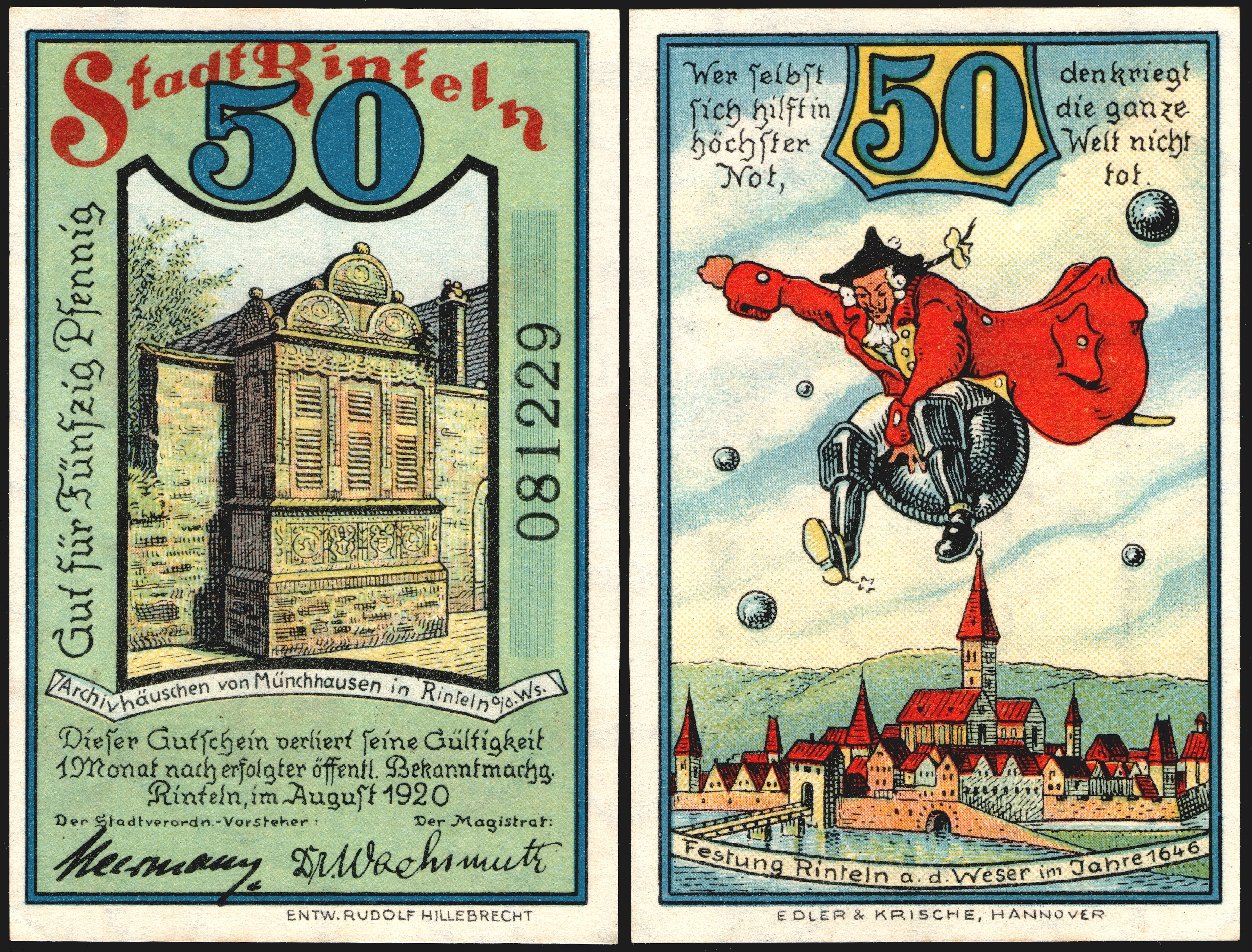
Notgeld de 50 pfennig de 1920

Münchhausen ha sido objeto de numerosas obras de arte, pero la última palabra de su imagen visual pertenece a una edición del libro publicada en 1862 e ilustrada por el artista Gustave Doré, conocido igualmente por su trabajo para la Comedia de Dante, el Quijote y la Biblia cristiana.

### Cinematografía
La primera adaptación cinematográfica de la vida del barón fue un cortometraje dirigido por George Méliès en 1911.
En 1929 los estudios Mezhrabpomfilm (Межрабпомфильм) produjeron la película de animación Las aventuras de Münchhausen (Похождения Мюнхгаузена), dirigida por Daniil Cherkes.
En 1943 el libro de Raspe fue adaptado en una película alemana: Münchhausen, escrita por Erich Kästner y dirigida por Josef von Báky, con Hans Albers en el papel protagonista y Brigitte Horney como la emperatriz Catalina la Grande. Este fue el cuarto largometraje alemán en color, profusamente rodado con efectos asombrosos para la época en los estudios UFA.
En 1961 Karel Zeman dirigió la película de mezcla de imagen real y de animación El barón fantástico (Baron Prášil). En 1967 los estudios Soyuzmultfilm produjeron el cortometraje de animación de muñecos Las aventuras del Barón de Münchhausen (Приключения барона Мюнхгаузена), dirigido por Anatoli Karánovich.
Entre 1973 y 1974 el animador francés Jean Image filmó Las fabulosas aventuras del barón de Munchausen, estrenada en 1979, y le siguió con una secuela de 1984, El barón de Munchausen y el secreto de los selenitas.
En 1979 Mark Zajárov rodó la película rusa Tot samyy Mungauzen, sobre la historia de la vida del barón tras las aventuras relatadas en el libro, particularmente sus esfuerzos para demostrar que estaba cuerdo.
La adaptación más conocida fue dirigida en 1988 por Terry Gilliam, exmiembro de los Monty Python, titulada Las aventuras del barón Munchausen (The Adventures of Baron Munchausen). Se rodó en Belchite (Zaragoza, España) con John Neville en el papel del barón y la participación, entre otros, de Robin Williams, Sarah Polley, Uma Thurman y Eric Idle.

### Juego de rol
En 1998 la editorial británica Hogshead Publishing lanzó al mercado un juego de rol multijugador y narrativo creado por James Wallis y titulado The Extraordinary Adventures of Baron Munchausen. En él los jugadores han de adoptar el papel de un grupo de aristócratas del siglo XVIII en el que, por turnos, se desafía a cada jugador a relatar, sin poder detenerse, una historia improvisada a partir de una línea inicial dada por otro jugador. Los participantes pueden interponerse, introduciendo cierto número de dificultades a la historia en cualquier momento, y finalmente todos ellos jugarán a descubrir las incoherencias internas del relato y votar quién haya sido el mejor mentiroso.
- En mayo de 2001, el juego fue traducido al español y publicado por la editorial madrileña La Factoría de Ideas con el título Las extraordinarias aventuras del barón de Munchausen.[5]
- En 2008, la editorial británica Mongoose Publishing reeditó el juego con el mismo título pero en dos formatos, uno de ellos una edición de lujo subtitulada Gentlemen's Edition.[6]

### Fichas enIMDb
- 1911:
- Les Aventures de baron de Munchhausen en Internet Movie Database (en inglés).
- 1943:
- Münchhausen en Internet Movie Database (en inglés).
- 1961:
- Baron Prásil en Internet Movie Database (en inglés).
- 1979:
- Tot samyy Mungauzen en Internet Movie Database (en inglés).
- 1988:
- The Adventures of Baron Munchausen en Internet Movie Database (en inglés).

- Datos: Q77066
- Multimedia: Karl Friedrich Hieronymus, Freiherr von Münchhausen / Q77066